# Beddalapura, Heggadadevankote
Beddalapura là một làng thuộc tehsil Heggadadevankote, huyện Mysore, bang Karnataka, Ấn Độ.